# 王妃の離婚
『王妃の離婚』（おうひのりこん）は、佐藤賢一による歴史小説。

## 概要
中世末期のフランスを舞台に、フランス王ルイ12世と王妃：ジャンヌ・ド・フランスの「婚姻の無効」を争う裁判を題材とし、主人公フランソワは王妃側の弁護士として、法廷に立ち向かう。
第121回（1999年上半期）直木三十五賞（直木賞）受賞作品。

## あらすじ

### プロローグ
1478年、パリ大学の学僧：フランソワ・べトゥーラスは、カルチエ・ラタンで同棲中の恋人：べリンダ・オブ・カニンガムに結婚を申し込む。しかし、べリンダは修道士であるフランソワの将来を思い、求婚を言葉巧みにかわす。フランソワは、カルチエ・ラタンの伝説であるアベラールとエロイーズに自らを重ね、べリンダへの情愛を抑えられずにいた。

### 第１章
1498年9月13日、トゥールはサン・ガシアン教会に設置された特別法廷に、フランス王ルイ12世の「婚姻の無効」を争う裁判で王妃：ジャンヌ・ド・フランスが出頭するため、世間の注目を大いに集めていた。大勢の傍聴人の中には、暴君であったルイ11世の配下の襲撃により失脚させられ、その娘であるジャンヌ王妃の苦しむ姿を見ようと、今はナントの弁護士となったフランソワの姿もあった。王妃は、全面的に争う姿勢を見せ、裁判は膠着する。
フランソワは、後輩で今はソルボンヌ学寮の副学監となったジョルジュ・メスキや、べリンダの弟で今は近衛隊長となったオーエン・オブ・カニンガムと再会する。オーエンは、フランソワをジャンヌ王妃に対面させるが、フランソワは弁護の依頼を断る。
10月12日、今はアンボワーズのサン＝ドニ教会で行われる裁判で、国王と王妃の結婚が肉体的に成立していたか否かの証明として、検事は王妃に「処女検査」を要求した。屈辱的な要請に、王妃は新たな弁護士を立てることを判事に申し出る。圧倒的に不利な状況の中、傍聴人の中からフランソワが名乗りを上げる。

### 第2章
フランソワは「処女検査」の条件として、公開検査と国王の「男根検査」を要求した。一同が唖然となる中、フランソワは大胆かつ雄弁にその必要性を語り、充実感を得る。フランソワと王妃は、裁判の打ち合わせを重ねる中で、二人は王妃の侍女となったべリンダのことを思い出す。フランソワはやがて、「結婚が完成された」証明として医師コシェの証人喚問と、その内容によりルイ12世自身の召喚を認めさせた。世論は不遇な王妃寄りであり、フランソワの活躍を称える。
ジョルジュ、そしてフランソワ襲撃の実行者であったオーエンの協力を得て、フランソワはパリで医師コシェを捜索する。中でもジョルジュの教え子である学生フランソワ・オブ・カニンガムは協力的であった。学生フランソワが下宿している部屋は、かつてフランソワとべリンダが同棲していた部屋であり、フランソワは思い出に浸る。
10月26日、医師コシェは証人として、国王と王妃の「結婚が完成された」場所、日時、その様子を証言する。

### 第3章
国王は再婚を予定していた、先王シャルル8世の王妃アンヌが領地へ引き上げたことに焦り、フランソワを自分側へ引き抜こうとするが、全てを他人のせいにする国王の器量の小ささを目の当たりにし、フランソワはこれを断る。さらにローマ控訴院からも声がかかるが、これも断る。
11月4日、非公開となった裁判に赴く途上、フランソワと王妃は襲撃を受け、護衛のオーエンが死亡する。翌日、フランソワは過去の経験から、優位に立ちすぎたことに不安を覚えながらも、法廷で攻撃的な弁護を継続する。興奮し我を失った国王は、ジャンヌ王妃との肉体関係を否定する。ところが、打ち合わせに反し、王妃自ら国王の発言を否定し暴れ始めてしまい、休廷となる。
その夜、ささやかな愛の思い出さえ否定された王妃は意気消沈し、フランソワは裁判の継続を勧め、王妃を励ます。ジャンヌ王妃は、フランソワに自分を抱いてほしいと伝えるが、フランソワはそれが「できない」理由を明かす。二人は裸になり、肉体関係なしに愛し合うことで互いの心の傷を癒す。そして王妃は、国王との離別を決心し、フランソワにある事実を告げる。

### エピローグ
12月17日、裁判は陳腐化し、「結婚の無効取り消し」が認められた。フランソワは名を上げ、アンヌ新王妃からも顧問弁護士の依頼があっただけでなく、再びパリ大学での学問の道が開かれようとしていた。そして、フランソワ・オブ・カニンガムと再会し、二人は未来への歩みを始めるのだった。

## 登場人物
※実在人物は各内部リンク先を参照されたい
フランソワ・べトゥーラス
ブルターニュ出身。神童の誉れ高く、13歳で托鉢修道士となって奨学金を受け、14歳からわずか3年でパリ大学教養部を修了し、18歳で「マギステル」に合格した。カノン法を専攻して23歳で学士となる。将来有望な学僧として、論戦を交える文通相手も海外に多数いた。
家庭教師を務めたカニンガム家でべリンダと恋仲になって同棲。ルイ11世の歓心を得ようと、最初の妃であるマルグリット・デコスの不貞の潔白を調査していたところ、逆に粛清の対象となり、べリンダとの駆け落ちの途上、オーエンら近衛隊員の襲撃を受けて男性機能を失う。
大学を中退したその後は、縁故によりナント管区の弁護士となった。パリでは失踪とみなされ、後の世代の学生達からは「伝説の存在」として敬愛されていた。
フランス王妃ジャンヌ・ド・フランス
足が悪く「醜女」として認知されている。ルイ11世の王女。
フランス国王ルイ12世（ルイ・ドルレアン）
現在のフランス国王。もともとはフランス王家の分家筋であるオルレアン家の出身。ルイ11世の命によりジャンヌと結婚し、その後男系の絶えた本家に代わって国王の座に就いたため、アンボワーズ市民からは「格下の亭主」扱いされている。即位後、ただちに王妃との離婚裁判を起こす。
背が高い美男子として認知されている。
べリンダ・オブ・カニンガム
フランソワの教え子で、のちに恋人として同棲する。駆け落ちに失敗して以降は、ジャンヌ王妃の侍女として友情を結ぶ。フランソワを信じ待ち続けていたが、弟オーエンから、フランソワが男性機能を失ったことを聞くと、再会が叶わないことを悟り、拒食により衰弱死した。
向日葵のような明るい女性。
オーエン・オブ・カニンガム
フランソワの教え子で、彼を「フランソワ兄」と呼んで慕っていたが、姉との関係を知ると態度を一変させた。カニンガム家は近衛スコットランド兵の名家であり、オーエンも入隊してほどなくルイ11世に心酔する。一度だけ、フランソワに還俗及び姉との結婚を頼み込んだが、拒否されていたため、襲撃の際に苛烈な暴行を加え、重大な後遺障害を負わせた。
姉の衰弱死の原因を作ったことを後悔し、ジャンヌ王妃の裁判ではフランソワに協力する。
フランソワ・オブ・カニンガム
ジョルジュの教え子で、他の学生と一線を画し、フランソワに協力的な態度を取る。
フランソワとべリンダが暮らしていた部屋の現在の住人であり、フランソワの学生時代の書物を継承していた。
ジョルジュ・メスキ
フランソワの後輩で、今も「マギステル・フランソワ」と呼ぶ。パリ大学ソルボンヌ学寮の副学監で、学生達に多大な影響力を持つ。
穏やかな優等生だったが、中年太りして若い頃の面影はない。
ミシェル、ロベール
ジョルジュの教え子たち。
リュクサンブール枢機卿
主席判事。背が高く、品格がある老人。
フランシスコ・デ・アルメイダ
次席判事のひとり。ポルトガル人。教皇アレクサンデル6世の代弁者で、精悍なエリート聖職者。
ルイ・ダンボワーズ
次席判事のひとり。ルイ12世の寵臣。兄ジョルジュ・ダンボワーズ大司教ら勢力を広げつつある一族。
アントワーヌ・レスタン
検事。小太りの男で、歩き回る姿は「馬鹿犬」に例えられる。
トラヴェール、ボレル、ヴェーズ
王妃の弁護団の弁護士達。4人の法学者が顧問として支える。

## 書誌情報
- 佐藤賢一『王妃の離婚』集英社、1999年2月。ISBN 978-4087752489。
- 佐藤賢一『王妃の離婚』集英社〈集英社文庫〉、2002年5月。ISBN 978-4087474435。